# رحلة طيران الصين الشمالية رقم 6901
حادثة الرحلة رقم 6901 على طيران الصين الشمالية وقعت في 13 نوفمبر 1993، عندما تحطمت طائرة ماكدونل دوغلاس MD-82 أثناء اقترابها من مطار أورومتشي ديوبو الدولي في شنيانغ، الصين. كانت الطائرة في رحلة داخلية من مطار العاصمة الدولي في بكين إلى أورومتشي وعلى متنها 102 راكبًا وعضوًا في الطاقم. أسفر الحادث عن وفاة 12 شخصًا نتيجة خطأ في الطيران.

## الحادث
أثناء الاقتراب النهائي، فصل جهاز الطيار الآلي تلقائيًا. حاول القبطان إعادة تفعيله معتقدًا أنه لا يزال في وضع الاقتراب، ولكن عند تفعيله، انتقل جهاز الطيار الآلي إلى وضع السرعة الرأسية مع إعداد سرعة نزول قدرها -800 قدم في الدقيقة. ساهم عدم قيام الطاقم بفصل جهاز الطيار الآلي والهبوط اليدوي للطائرة في وقوع الحادث. كما كان عدم إتقان الطاقم للغة الإنجليزية عاملاً آخر، فعندما أطلق نظام الإنذار من قرب الأرض (GPWS) صوت تحذيري بعبارة “اسحب للأعلى” (Pull up)، سأل القبطان مساعده عن معنى العبارة، فأجاب الأخير بأنه لا يعرف. نتيجة لذلك، تجاهل الطياران التحذيرات ولم يصححوا معدل الهبوط المفرط، مما تسبب في اصطدام الطائرة بأسلاك كهربائية وجدار قبل أن تسقط في حقل.

## الطائرة
الطائرة المتورطة كانت من طراز ماكدونل دوغلاس MD-82، تحمل رقم التسجيل B-2141 ورقم المصنع 49849. تم تسليمها إلى شركة طيران الصين الشمالية في ديسمبر 1991. [بحاجة لمصدر]